# Darevskia alpina
Espèce
Synonymes
- Lacerta caucasica alpina Darevsky, 1967
- Lacerta alpina Darevsky, 1967

Statut de conservation UICN

 VU B1ab(i,iii,v) : Vulnérable
Darevskia alpina est une espèce de sauriens de la famille des Lacertidae.

## Répartition
Cette espèce se rencontre en Géorgie et en Russie en Kabardino-Balkarie et en Karatchaïévo-Tcherkessie. 

## Publication originale
- Darevsky, 1967 : Skal'nye yashcheritzi Kaukaza (Rock lizards of the Caucasus. Systematics, ecology and phylogeny of a polymorphic group of Caucasian lizards from the subgenera Archaeolacerta). Akademiya Nauk SSSR Zoologicheskii Institut, Nauka Leningrad, vol. 1967, p. 3-214.